# British Sea Power
A British Sea Power egy jelenleg hat taggal rendelkező angol együttes Brightonból. 2000-ben alakultak meg. Indie rockot, alternatív rockot, filmzenét, post-rockot játszanak, de jelen vannak a post-punk revival műfajban is. A kritikusok több zenekarhoz is hasonlítják őket, például The Cure, Joy Division, Pixies, Arcade Fire. Pályafutásuk alatt hét nagylemezt, ötvennyolc válogatáslemezt, három soundtrack albumot és hat EP-t dobtak piacra. Eamon Hamilton billentyűs 2006-ban kilépett a zenekarból, és új együttest alapított, Brakes néven. 2021. augusztus 9.-e óta csak "Sea Power" néven működnek, ezt azzal indokolták, hogy a világban iszonyatosan elharapózott a beteges nacionalizmus, amellyel nem szeretnének azonosulni.

## Tagok

### Jelenlegi tagok
- Jan Scott Wilson - ének, gitár (2000-)
- Neil Hamilton Wilkinson - basszusgitár, éneklés, gitár (2000-)
- Martin Noble - gitár (2000-)
- Matthew Wood - dobok (2000-)
- Phil Sumner - billentyűsök (2006-)
- Abi Fry - viola (2008)

### Korábbi tagok
- Eamon Hamilton - billentyűsök, éneklés, ütős hangszerek, gitár (2000-2006)

## Diszkográfia

### Stúdióalbumok
- The Decline of British Sea Power (2003)
- Open Season (2005)
- Do You Like Rock Music? (2008)
- Man Of Aram (2009)
- Valhalla Dancehall (2011)
- Machineries of Joy (2013)
- Sea of Brass (2015)
- Let the Dancers Inherit the Party (2017)
- Disco Elysium (2019)
- Everything Was Forever (2022)

Kislemezek
- "Fear of Drowning" (2001)
- "Remember Me" (2001) (UK nr. 114)
- "The Lonely" (2002) (UK nr. 76)
- "Childhood Memories" (2002) (UK nr. 90)
- "Carrion/Apologies to Insect Life" (2003) (UK nr. 36)
- "Remember Me" (2003) (UK nr. 30)
- "A Lovely Day Tomorrow" (met Ecstasy of Saint Theresa) (2004)
- "It Ended on an Oily Stage" (2005) (UK nr. 18)
- "Please Stand Up" (2005) (UK nr. 34)
- "Remember Me/I Am a Cider Drinker" (met The Wurzels) (2005)
- "Waving Flags" (2008) (UK nr. 31)
- "No Lucifer" (2008)
- "Machineries Of Joy" (2013)